# 查尔斯·斯图尔特 (射击运动员)
查尔斯·斯图尔特（英語：Charles Stewart，1881年9月6日—），英国男子射击运动员，主攻手枪项目。他曾代表英国参加1912年夏季奥林匹克运动会射击比赛，获得男子50米手枪、男子团体30米手枪和男子团体50米手枪铜牌。